# Davida Hesse
Signe Davida Augusta Hesse, gift Lilienberg, född 29 januari 1877 i Gävle, död 23 juni 1964 i Stockholm, var en svensk operasångerska (sopran).

## Biografi
Hesse blev elev vid konservatoriet i Stockholm 1897, tog där musiklärarexamen 1901 och utbildades i sång av professor Julius Günther från elevtidens början till 1902, därefter av Signe Hebbe i plastik och scenkonst. Hon debuterade 1904 på Kungliga teatern som Zerlina i Don Juan, prinsessan i Vikingablod och Susanna i Figaros bröllop. Samma år fick hon engagemang där. Under ferietider studerade hon sångkonst för fru Emerich i Berlin. Våren 1909 reste hon utrikes för att studera vidare och eventuellt ta anställning vid någon utländsk operascen.
Hennes omfångsrika och verkligt välutbildad sopranstämma, musikaliska och dramatiska intelligens gav henne efter hand framgångar på Stockholms operascen, i synnerhet som Madama Butterfly 1908. Nämnas bör även hennes Mimi i La Bohème, Gilda i Rigoletto, Jolanta, Eurydike i Orfeus och Eurydike, Marcellina i Fidelio, Mignon, Rosina i Barberaren i Sevilla, Anna i Hans Heiling och Greta i Hans och Greta. Hon var även framgångsrik som konsertsångerska.
Hesse gifte sig 1910 med den dåvarande revisionssekreteraren, sedermera häradshövdingen i Kristianstad Erik Lilienberg. Efter sin avgång från Kungliga teatern 1909 uppträdde hon som gäst där några gånger och medverkade vid flera större konserter i Stockholm. Hon blev 1921 ledamot av Musikaliska akademien.

## Diskografi
- Den siste sångarfursten = The last singing despot. Caprice CAP 21586 (4 cd). 1998. – Innehåll: 16. Du svala som dig svingar (Ur: Mignon) (Thomas, Hedberg). Kungliga hovkapellet. Hjalmar Meissner, dirigent.